# Kazimierz Stopiński

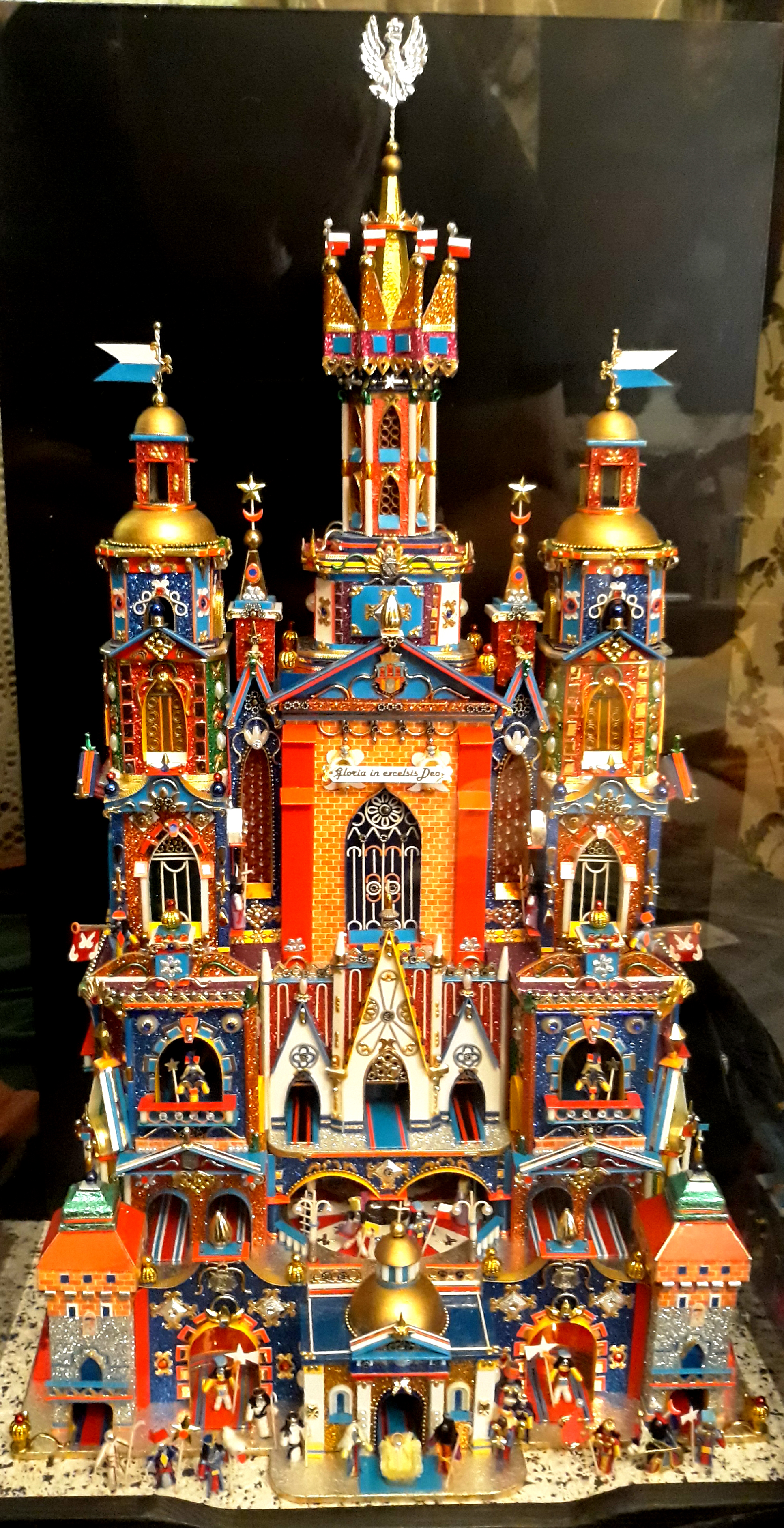
Szopka krakowska – autor Kazimierz Stopiński, rok wykonania 2018

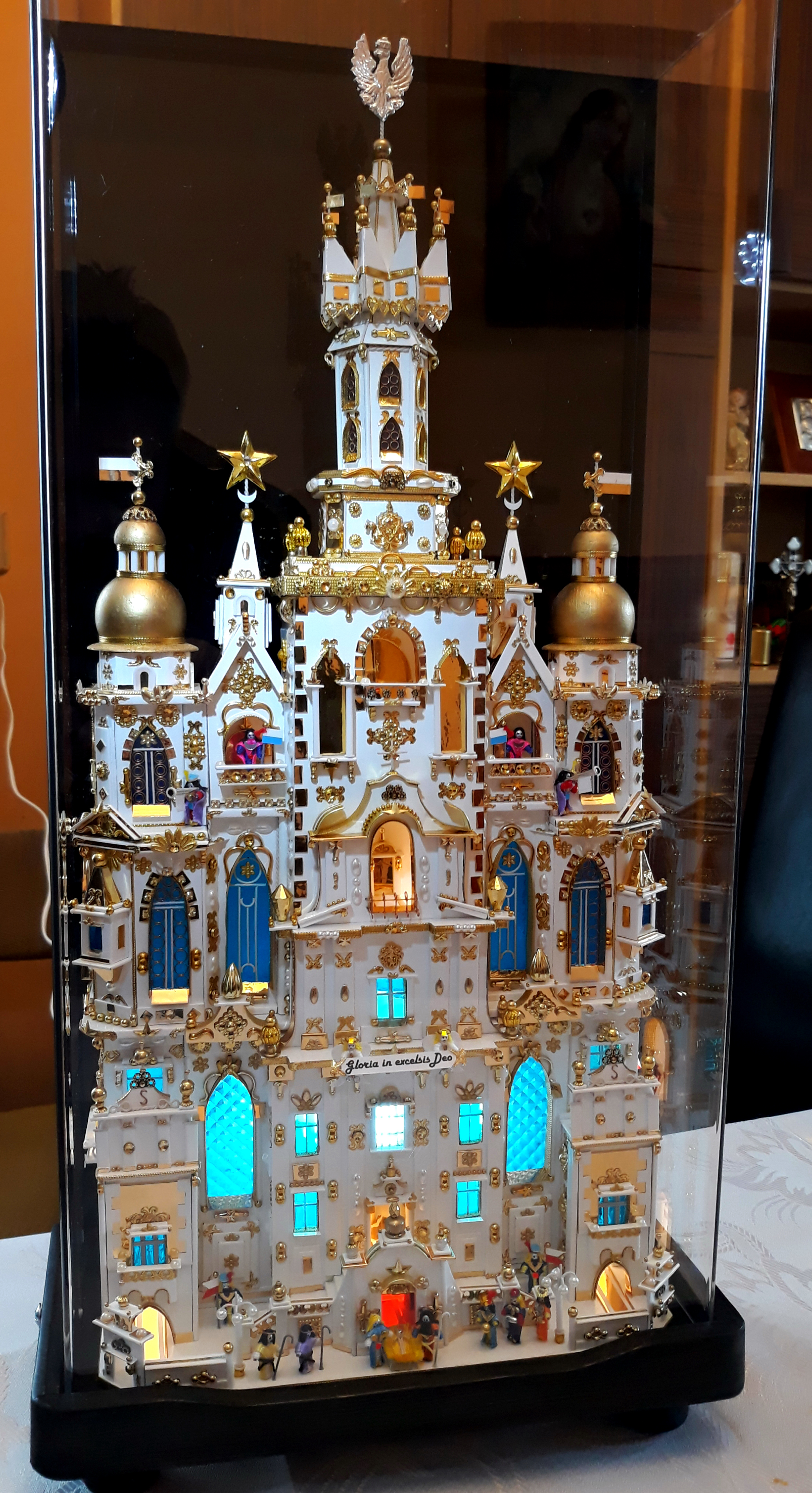
Szopka biała – autor Kazimierz Stopiński, rok wykonania 2018

Kazimierz Stopiński (ur. 6 stycznia 1949 w Krakowie) – szopkarz krakowski, z zawodu tokarz i mechanik. W konkursie szopek krakowskich uczestniczy od 1979 roku. Specjalizuje się w szopkach małych. Jest autorem unikatowych na skalę światową szopek białych.
5 stycznia 2023 został wprowadzony do obiegu przez Pocztę Polską znaczek pocztowy przedstawiający jedną z jego prac konkursowych.

## Nagrody
Zdobył wiele nagród I, II i III oraz wyróżnień. Jego dzieła znajdują się w kolekcji Muzeum Historycznego Miasta Krakowa oraz muzeach i kolekcjach prywatnych w kraju, państw Europy Zachodniej, oraz w Ameryce Północnej. Szopki Kazimierza Stopińskiego były prezentowane na wielu wystawach w kraju i za granicą. 
Jest laureatem m.in.:
- I nagrody w kategorii szopek małych za lata 1980, 2003 i 2015;
- Nagrody specjalnej imienia Zofii i Romana Reinfussów za całokształt pracy twórczej (2012)[8].
- odznaczony odznaką honorową „Zasłużony dla Kultury Polskiej”
- odznaczony odznaką„Honoris Gratia”
- odznaczony Złotym Krzyżem Zasługi (2025)[9]